# هزاع علی
هزاع علی (عربی: هزاع علي؛ زادهٔ ۹ ژوئن ۱۹۹۵) بازیکن فوتبال اهل بحرین است.
از باشگاه‌هایی که در آن بازی کرده‌است می‌توان به باشگاه ورزشی الرفاع اشاره کرد.
وی همچنین در تیم ملی فوتبال بحرین بازی کرده‌است.